# Sedem slovanskih plemen
Sedem slovanskih plemen (bolgarsko Седемте славянски племена, romanizirano Sedemte slavjanski plemena) ali Sedem rodov (bolgarsko Седемте рода, romanizirano Sedemte roda) je bila zveza slovanskih plemen na ravninah južno od Donave v današnji Bolgariji, ki je nastala okoli sredine 7. stoletja in je skupaj z Bolgari leta 680−681 ustanavila Prvo bolgarsko cesarstvo.
Zveza se je od svoje ustanovitve soočala z napadi Bizantinskega cesarstva. Bolgari so po prečkanju Donave leta 670 sklenili zavezništvo s slovansko zvezo. Teofan piše, da so Bolgari postali gospodarji Slovanov. Sedem slovanskih plemen je priznalo suverenost kana Asparuha in skupaj z njim spomladi 681 izbojevalo veliko zmago nad Bizantinci. 
V poznem 7. stoletju je bila Sedmim plemenom dodeljena obramba zahodne in severozahodne meje novoustanovljenega bolgarskega kanata pred vpadi Avarov. Varovali so tudi nekaj gorskih prelazov na Stari planini (Balkan), medem ko so Severjani, katerih morebitno članstvo v zvezi ni povsem jasno, varovali vzhodni del pogorja.
Sedem slovanskih plemen je skupaj z drugimi slovanskimi in neslovanskimi plemeni Prvega bolgarskega cesarstva v 9. stoletju postopoma oblikovalo bolgarsko etnično skupino, ki se je pod Borisom I.  pokristjanila. Slovanska plemenska zveza je z upravnimi reformami Borisa I. izgubila del svoje avtonomije.  
Maloštevilčni Asparuhovi Bolgari so se na Balkan priselili v enem samem selitvenem valu. Mihael Sirski jih opisuje kot skupino 10.000 oseb. Zaradi maloštevilčnosti so se postopoma asimilirali v slovansko kulturo in v 10. stoletju prevzeli slovanski jezik. Njihov bolgarski jezik iz družine turških jezikov je izumrl.